# Koenraad de Oudere
Koenraad de Oudere (ca. 855 - Fritzlar, 27 februari 906) was een belangrijke edelman en bestuurder in Oost-Francië. In die hoedanigheid legde hij de grondslag van het hertogdom Franken. Hij is de naamgever van het geslacht van de Konradijnen. Zijn bijnaam is om hem te onderscheiden van zijn zoon: koning Koenraad I.
Koenraad was in 886 graaf van de Opper-Lahngouw, Wormsgouw en voogd van de abdij van Sint-Maximinus te Trier en van de abdij van Kettenbach. In 892 werd Koenraad benoemd tot hertog van Thüringen en markgraaf van de Sorbische Mark. Onder druk van de Babenbergers, die een machtige positie hadden in het noorden van Beieren en in Thüringen, moest Koenraad die functie weer opgeven. Het jaar daarop kreeg hij echter de Maingau, ten koste van de Babenbergers. Dit was het begin van een bloedige vete tussen de Konradijnen en de Babenbergers die meerdere generaties zou duren. Daarna nam de macht van Koenraad alleen maar toe:
- in 897 werd hij graaf van de Hessengau
- in 899 werd hij een van de regenten voor de minderjarige koning Lodewijk IV het Kind
- in 903 werd hij graaf van de Gotzfeldgau, zijn broer Gebhard werd hertog van het hertogdom Lotharingen
- in 905 werd hij graaf van de Wetterau

In 902 sneuvelde zijn broer Eberhard in gevechten met de Babenbergers, en in 903 wisten de Konradijnen Adalhard van Babenberg gevangen te nemen die ze vervolgens doodden.
In de winter van 906 stuurde Koenraad zijn zoon Koenraad met een leger naar zijn broer Gebhard in Lotharingen. De Babenbergers maakten van deze gelegenheid gebruik om Koenraad (de Oudere) aan te vallen. Bij Fritzar kwam het op 27 februari 906 tot een veldslag. Bij het begin van de slag sloegen Koenraads voetsoldaten op de vlucht en Koenraad werd daarna makkelijk door zijn tegenstanders overwonnen en gedood. Veel van de vluchtende voetsoldaten werden overigens door achtervolgende troepen gedood. Koenraad werd begraven in de Sint-Maartenskerk in Weilburg.
Voor de koning was dit een excuus om de macht van de Babenbergers verder in te perken. Adalbert van Babenberg werd belegerd door troepen van de koning, kreeg een vrijgeleide voor onderhandelingen maar werd gevangengenomen en ter dood veroordeeld wegens het breken van de vrede, en op 9 september 906 onthoofd.
Koenraad was zoon van Udo (graaf van Lahngouw) en Judith van Bourgondië, dochter van Koenraad I van Auxerre en Adelheid van Tours. Koenraad trouwde met Glismut (ca. 865 - 26 april 924, begraven in Sint-Maartenskerk in Weilburg). Zij was vermoedelijk dochter van koning Arnulf van Karinthië. Koenraad en Glismod kregen de volgende kinderen:
- Koenraad, de eerste Duitse koning die niet tot de Karolingen behoorden
- Everhard, hertog van Franken die uiteindelijk in 939 in de slag bij Andernach zou sneuvelen in een opstand tegen Otto I de Grote
- Otto (ovl. na 918), graaf van de Lahngouw en de Ruhrgouw
- een dochter, getrouwd met een graaf Burkhard en/of Werner, graaf van de Nahegouw, Spiersgouw, Wormsgouw en de Bliesgouw, voogd van Hornbach. Werner was een woest heerschap die bezittingen van de kerk in het bisdom Reims plunderde en de bisschop van Spiers de ogen zou hebben uitgestoken. Werner en zijn vrouw waren de ouders van Koenraad de Rode, hertog van Lotharingen.

## Voorouders
| Voorouders van Koenraad de Oudere | Voorouders van Koenraad de Oudere                                 | Voorouders van Koenraad de Oudere                                 | Voorouders van Koenraad de Oudere                                 | Voorouders van Koenraad de Oudere                                 | Voorouders van Koenraad de Oudere                                 | Voorouders van Koenraad de Oudere                                 | Voorouders van Koenraad de Oudere                                 | Voorouders van Koenraad de Oudere                                 |
| --------------------------------- | ----------------------------------------------------------------- | ----------------------------------------------------------------- | ----------------------------------------------------------------- | ----------------------------------------------------------------- | ----------------------------------------------------------------- | ----------------------------------------------------------------- | ----------------------------------------------------------------- | ----------------------------------------------------------------- |
| Overgrootouders                   | Odo van Orléans (780-834) ∞ Engeltrude van Parijs (790-850)       | Odo van Orléans (780-834) ∞ Engeltrude van Parijs (790-850)       | ? (-) ∞ ? (-)                                                     | ? (-) ∞ ? (-)                                                     | Welf van Altdorf (800–879) ∞ Eigilwich (-)                        | Welf van Altdorf (800–879) ∞ Eigilwich (-)                        | Hugo van Tours (edelman) (775–837) ∞ Ava van Morvois (-)          | Hugo van Tours (edelman) (775–837) ∞ Ava van Morvois (-)          |
| Grootouders                       | Gebhard (graaf van Lahngouw) (800-879) ∞ ? (-)                    | Gebhard (graaf van Lahngouw) (800-879) ∞ ? (-)                    | Gebhard (graaf van Lahngouw) (800-879) ∞ ? (-)                    | Gebhard (graaf van Lahngouw) (800-879) ∞ ? (-)                    | Koenraad I van Auxerre (800–863) ∞ Adelheid van Tours (-n 866)    | Koenraad I van Auxerre (800–863) ∞ Adelheid van Tours (-n 866)    | Koenraad I van Auxerre (800–863) ∞ Adelheid van Tours (-n 866)    | Koenraad I van Auxerre (800–863) ∞ Adelheid van Tours (-n 866)    |
| Ouders                            | Udo (graaf van Lahngouw) (830-879) ∞ Judith van Bourgondië (835-) | Udo (graaf van Lahngouw) (830-879) ∞ Judith van Bourgondië (835-) | Udo (graaf van Lahngouw) (830-879) ∞ Judith van Bourgondië (835-) | Udo (graaf van Lahngouw) (830-879) ∞ Judith van Bourgondië (835-) | Udo (graaf van Lahngouw) (830-879) ∞ Judith van Bourgondië (835-) | Udo (graaf van Lahngouw) (830-879) ∞ Judith van Bourgondië (835-) | Udo (graaf van Lahngouw) (830-879) ∞ Judith van Bourgondië (835-) | Udo (graaf van Lahngouw) (830-879) ∞ Judith van Bourgondië (835-) |
| Koenraad de Oudere (855-905)      |                                                                   |                                                                   |                                                                   |                                                                   |                                                                   |                                                                   |                                                                   |                                                                   |